# Wiener Großtarock
Wiener Großtarock ist ein gegenwärtiges (Stand 6/2025) österreichisches Kartenspiel für drei Spieler aus der Familie der Tarockspiele. Es entstand in den 1950er und 1960er Jahren in Wien. Das Spiel geriet in den 1970er Jahren in Vergessenheit, wurde aber 2004 wiederbelebt und weiterentwickelt.

## Beschreibung
Wiener Großtarock ist ein Tarockspiel, das unter drei Personen mit einer 54-Blatt Tarockkarte gespielt wird. Der Name, der „großes Tarock“ bedeutet, bezieht sich auf die Größe des Kartenspiels, das größer war als das 40-Blatt Kartenspiel des geläufigeren Zwanzigerrufens. In gleicher Weise wurde der Name Grosstarock im 19. Jahrhundert verwendet, um sich auf das ursprüngliche 78-Karten-Spiel zu beziehen, zu einer Zeit, als Spiele mit 54 Karten eingeführt wurde und sich in ganz Österreich und Deutschland verbreitete. Die beiden Spiele sind jedoch nicht direkt miteinander verbunden.
Einzigartige Merkmale des Wiener Großtarocks sind die eigentümliche Kartenzählmethode und die Möglichkeit, die abgelegten Karten des Alleinspielers aufzunehmen und ein höheres Spiel anzusagen.